# Madi Queta
Madi Queta est un footballeur portugais né le 21 octobre 1998 à Bissau. Il évolue au poste d'attaquant au Sabail FK.

## Biographie

### En club
Il évolue dans l'équipe B du FC Porto depuis 2017,.
Il remporte la Premier League International Cup en 2018, même s'il ne participe pas à la finale. Cette compétition est un tournoi se déroulant en Angleterre rassemblant les meilleurs sections espoirs des clubs européens.

### En sélection
Avec les moins de 19 ans, il participe au championnat d'Europe des moins de 19 ans en 2017. Lors de cette compétition, il joue deux matchs. Il délivre une passe décisive contre la Suède lors du premier tour. Le Portugal s'incline finale face à l'Angleterre.

## Palmarès
Avec le FC Porto :
- Vainqueur de la Premier League International Cup en 2018

Avec le Portugal :
- Finaliste du championnat d'Europe des moins de 19 ans en 2017 avec l'équipe du Portugal des moins de 19 ans